# 國際童軍與女童軍聯誼協會
國際童軍與女童軍聯誼協會（英語：International Scout and Guide Fellowship, ISGF）是一個全球支持童軍與女童軍活動的成人組織，開放給曾經是世界女童軍總會或世界童軍運動組織的成員，以及其他希望能支持童軍活動的成人。
該協會成立於1953年，起初的名稱為「國際老童軍與女童軍聯誼協會」（International Fellowship of Former Scouts and Guides, IFOFSAG）。
該協會支持著世界女童軍總會與世界童軍運動組織，目前國家會員橫跨67個國家，其「中央分會」（Central Branch，成員為個別團體或個人）也橫跨40個國家。
2013年，該協會的55,500名成員慶祝成立60週年慶，透過一系列計畫，讓生活與工作所在的社區或全世界受益。